# Paulino Matiep
Paulino Matiep Nhial és un militar sud-sudanès d'ètnia nuer.
Va participar en la primera guerra civil a l'Anya-Anya I, però el 1972, al final de la guerra, no va entrar a l'exèrcit sudanès. El 1975 va organitzar una revolta a Bilpam i va haver de fugir a Etiòpia on va romandre fins al 1984 quan va retornar a l'Alt Nil i va lluitar amb l'Anya-Anya II sense unir-se al SPLA i va rebre suport del govern en oposar-se a John Garang.
El 1989 va conquerir Mayom al SPLA amb suport del govern sudanès. El 1991 va donar suport a Riak Machar (nuer com ell) i després del 1997 les seves forces foren incorporades a les South Sudan Defence Forces, però s'hi va enfrontar pel control de l'estat anomenat Unity i va formar el South Sudan Unity Movement/Army (SSUM/A) reconegut pel govern el març de 1998.
En aquest any va rebre el rang de major general de l'exèrcit sudanès. El gener del 2002, al unirse Machar i Garang, va ser nomenat comandant en cap de les South Sudan Defence Forces però el seu control sobre les diverses unitats fou molt limitat i el control efectiu reduït a Bul Nuer (estat Unity) que li fou disputat per altres milícies nuer i d'altres ètnies. El seu lloctinent James Gatduel fou substituït després per Tayib Gatluak; el principal comandant Peter Gadet va desertar el 2003.